# Acte relatif au règlement de la question des biens des Jésuites
Lire en ligne

Bibliothèque de l'assemblée nationale du Québec : 
AffichageFichier

L'Acte relatif au règlement de la question des biens des Jésuites (parfois abrégée en loi sur les Jésuites) est une loi québécoise compensant la Compagnie de Jésus pour les biens confisqués par la Couronne britannique après la conquête de 1760. Elle fut adoptée le 12 juillet 1888 à l’Assemblée législative par le gouvernement Mercier.
Le premier ministre du Québec Honoré Mercier fit appel au pape Léon XIII afin d’établir les modalités de compensation puisque les différentes instances catholiques de la province ne parvenaient pas à se mettre d’accord. À ce titre, l’Acte fut fortement décrié par les protestants à travers tout le pays et fit l’objet d’une motion de désaveu à la Chambre des communes du Canada en 1889. Il s’agit d’un moment de grandes tensions interethniques au pays, entre l’affaire Riel et la seconde guerre des Boers.  

## Contexte
En Nouvelle-France, les Jésuites reçurent de larges propriétés du roi de France et de divers bienfaiteurs à fin d’évangélisation et d’éducation. On compte à ce titre la seigneurie de Batiscan, la seigneurie de la Prairie-de-la-Madeleine, la seigneurie du Cap-de-la-Madeleine, la Seigneurie de Bélair, la seigneurie Saint-Gabriel, la seigneurie de Sillery, la seigneurie de Notre-Dame-des-Anges ainsi que les fiefs de l'île au Ruau, de l'île Saint-Christophe et de Pachiriny.
À la suite de la Conquête, la Proclamation royale de 1763 ne reconnait pas l’autorité du pape et interdit de former de nouveaux prêtres ou d’en recruter à l’étranger. Le clergé catholique était ainsi condamné à lentement s’éteindre avec la disparition de ses membres. Bien que la Compagnie de Jésus fût dissoute en 1773, cela n’eut aucune conséquence dans la province où les brefs apostoliques n’étaient pas reconnus. L’année d’après, l’Acte de Québec refusait aux communautés et aux ordres religieux la possession de leurs propriétés. En mars 1800, après le décès du dernier jésuite au Québec, la Couronne britannique prit possession des biens des Jésuites en vertu du droit d’aubaine.
D’autres instances firent toutefois valoir leur intérêt quant aux biens fonciers des Jésuites. Le clergé argua qu'à la suite de la suppression de l’Ordre en 1773 les biens lui revenaient de droit. Effectivement, d’après le droit canonique, les biens des communautés supprimées reviennent aux diocèses dans lesquels elles étaient présentes. Les députés de l’Assemblée législative affirmaient plutôt que ces biens devaient être utilisés pour l’éducation supérieure car c’était dans un but éducatif qu’ils avaient été concédés. En 1814, la Compagnie de Jésus fut rétablie universellement par le pape Pie VII. En 1831, la Couronne britannique céda finalement les terres au gouvernement du Bas-Canada afin qu’elles soient utilisées pour l’éducation supérieure.  
En 1842, les Jésuites reviennent au Québec à l’initiative de l’évêque de Montréal Ignace Bourget. Celui-ci avait le projet d’établir une université catholique à Montréal sous la direction des Jésuites qui, en manque de ressources, demandaient pour ce faire une compensation monétaire pour les biens qu’ils avaient perdus au siècle précédent. Ces plans n’étaient toutefois pas au goût de l’évêque de Québec Joseph Signay qui craignait tout à la fois le pouvoir protestant et l’influence grandissante de Montréal et qui militait plutôt pour que tous les groupes catholiques reçoivent une pécune. Cette situation perdura dans les décennies suivantes sans que personne parvînt jamais à trouver de solution satisfaisant les différents partis.  
Les élections générales de 1886 portèrent au pouvoir un ancien allié des Jésuites, Honoré Mercier. Celui-ci était décidé à mettre fin au litige et à aider si possible la Compagnie de Jésus qu’il incorpora en 1887. Afin de faire autorité sur tous les groupes catholiques de la province, il décida de faire appel à la médiation du pape Léon XIII. Le gouvernement québécois entama donc de son propre chef des négociations avec le Saint-Siège qui furent incluses dans le projet de loi présenté le 4 juin 1888 afin de bien montrer la prévalence de l’autorité papale. Le 12 juillet 1888, la loi des Jésuites fut adoptée à l’unanimité par l’Assemblée législative.

## Disposition
Il fut entendu que le gouvernement québécois verserait 400 000 $ d’indemnité à l’Église catholique et un certain montant pour contenter les protestants de la province. La distribution de cette somme fut décidée par les représentants du Saint-Siège et se fit comme suit :
| Compagnie de Jésus                | 160 000 $ |
| Université Laval                  | 140 000 $ |
| Divers diocèses catholiques       | 100 000 $ |
| Enseignement supérieur protestant | 60 000 $  |

En outre, les Jésuites récupéraient les droits sur leurs anciennes terres situées à La Prairie.

## Réaction
La médiation papale fut assimilée à une ingérence étrangère par de nombreux protestants partout au pays, particulièrement ceux affiliés à l’ordre d’Orange. Des pétitions affluèrent au parlement canadien demandant le désaveu de la loi québécoise. Le Globe and Mail aida à lancer en Ontario le mouvement des «droits égaux» qui se voulait contre les droits constitutionnels des francophones. En mars 1889, le député conservateur William Edward O’Brien déposa une motion en ce sens. Un débat houleux eu alors lieu au parlement. Le député conservateur Dalton McCarthy déclara :

« Nous ne devons pas oublier – et j’ai bien peur que certains de mes amis québécois l’oublient parfois – que nous sommes dans un pays britannique, que cela a été décidé par la destinée de la guerre qui vit passer la grande moitié de l’Amérique du Nord sous la Couronne britannique... Et pourtant, Sir, ici-même, cent ans plus tard, nous trouvons le premier ministre du Québec solliciter humblement le pape de Rome la liberté de vendre les biens des Jésuites. Est-ce que l’humiliation peut aller encore plus loin, si nous sommes vraiment un peuple libre ? »

Les conservateurs de McDonald et les libéraux de Laurier se liguèrent finalement contre la motion qui fut défaite à 188 contre 13. Les 13 députés qui votèrent contre furent par la suite impliqué dans la création du Equals Rights Party qui présenta des candidats en 1890 en Ontario et en 1891 au fédéral. Dalton McCarthy quitta quant à lui le parti conservateur et fonda un peu plus tard le McCarthyite, une organisation francophobe et anti-catholique qui présenta des candidats aux élections fédérales de 1896.  
Le débat entourant la «loi sur les Jésuites» s’inscrit dans plusieurs crises opposant les Canadiens-Français et les Protestants au sein de la toute jeune confédération canadienne. Avec l’affaire Riel et l’opposition du Québec à la participation canadienne à la seconde guerre des Boers, cet évènement moussa l’opinion anti-francophone chez les protestants qui mena à la question des écoles du Manitoba durant la décennie suivante et à l’adoption du Règlement 17 en Ontario en 1912.